# Spachaczowate
Spachaczowate (Sparassidae) – rodzina dużych pająków z grupy Araneomorphae. Występują głównie w tropikach, jedynym przedstawicielem w Europie jest występujący także w Polsce spachacz zielonawy. Spachaczowate cechują się spłaszczonym ciałem i bardzo długimi odnóżami umożliwiającymi im osiąganie dużych prędkości i poruszanie się przodem, bokiem lub tyłem po powierzchniach zarówno poziomych, jak i pionowych. Nie budują sieci łownych. Potencjalne ofiary lokalizują przede wszystkim dotykiem, dlatego też ich odnóża są gęsto pokryte bardzo czułymi włoskami czuciowymi. Spachaczowate osiągają przeważnie duże rozmiary – największym znanym przedstawicielem jest Heteropoda maxima, dorastający do 46 mm długości i 25–30 cm rozpiętości odnóży. Ponad 40 mm długości osiągają również Beregama aurea oraz nienazwany gatunek z rodzaju Heteropoda. Mimo dużych rozmiarów nie są niebezpieczne dla człowieka, choć sprowokowane kąsają. Żywią się głównie owadami i innymi stawonogami, jednak przedstawiciele dużych gatunków są w stanie zabić niewielkie kręgowce. Często wnikają do zabudowań, gdzie jednak bywają tolerowane, gdyż wyłapują drobne zwierzęta. Spachaczowate prowadzą przeważnie nocny tryb życia. Wiele gatunków przebywa w szczelinach lub pod korą, niektóre żyją w jaskiniach.
Według The World Spider Catalog Normana Platnicka z 2014 roku do Sparassidae należą 84 rodzaje obejmujące 1148 gatunków. Rodzina ta bywa dzielona na pięć podrodzin: Deleninae, Heteropodinae, Palystinae, Sparassinae i Sparianthinae. Deleninae może być jednak niepoprawna, gdyż podniesienie jej do rangi odrębnej podrodziny może powodować, że Sparassinae stanie się taksonem parafiletycznym. Również Sparassinae i Eusparassinae mogą nie być taksonami monofiletycznymi. Na określenie spachaczowatych używane były również nazwy Eusparassidae i Heteropodidae, jednak nazwa Sparassidae ma nad nimi pierwszeństwo, mimo iż rodzaj Sparassus jest obecnie uważany za młodszy synonim rodzaju Micrommata. Pozostałości najstarszych znanych przedstawicieli tej rodziny odkryto w bursztynie birmańskim z okresu kredy, choć datowanie molekularne sugeruje, że Sparassidae powstały jeszcze we wczesnej jurze, ok. 186 mln lat temu.